# Conan de Barbaar

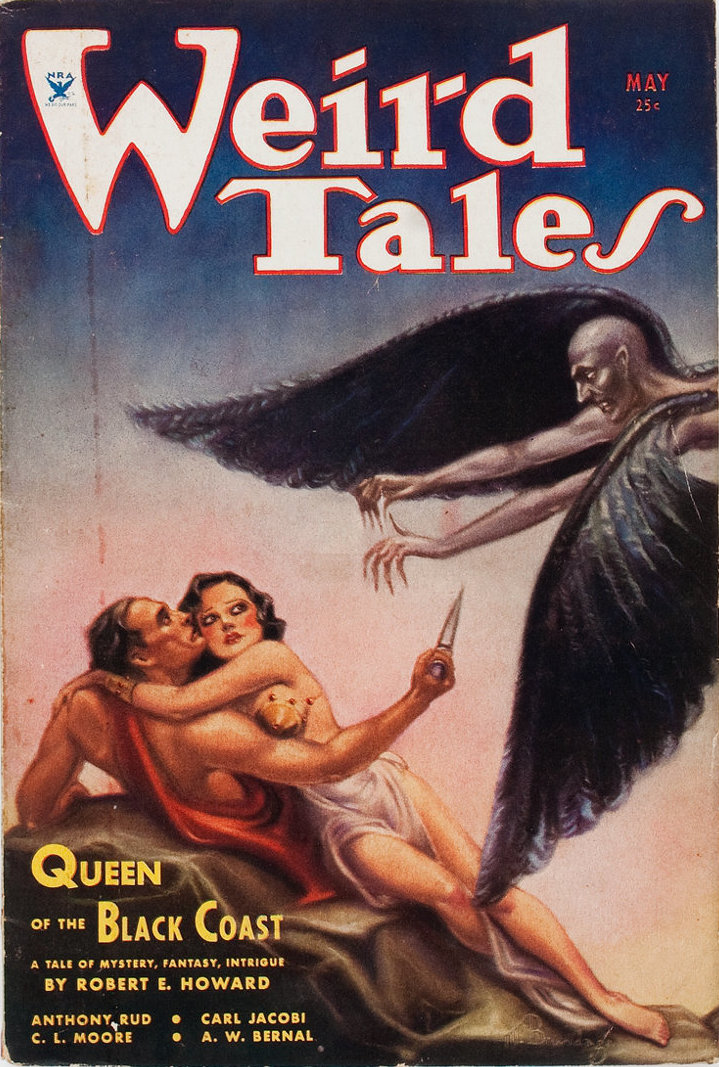
Weird Tales; Queen of the Black Coast, een van Robert E. Howards originele verhalen over Conan de Barbaar, mei 1934

Conan de Barbaar (Engels: Conan the Barbarian) is een personage uit de boeken van de Amerikaanse schrijver Robert E. Howard, die het personage in 1932 bedacht. Daarna volgden talloze (strip-) boeken, films, televisieseries en computerspellen.

## Sword & Sorcery
De Conan verhalen vallen in het zogenaamde Sword & Sorcery-genre, een subgenre van het populaire Fantasy-genre. Conan verscheen voor het eerst in het verhaal The Phoenix on the Sword (Ned: De feniks op het zwaard), dat werd gepubliceerd in het pulpblad Weird Tales. Daarna schreef Howard nog zo'n 20 Conan verhalen, voordat hij in 1936 zelfmoord pleegde. Na zijn dood werden verdere Conan avonturen geschreven door L. Sprague de Camp en Lin Carter. Volgende boeken werden geschreven door o.a. Poul Anderson, Robert Jordan en Harry Turtledove.
De avonturen van Conan spelen zich af in het (fictieve) Hyboriaanse Tijdperk, 6000 jaar na de ondergang van Atlantis en 10.000 jaar voor het begin van onze jaartelling, dus zo'n 12.000 jaar geleden. De plaats van handeling is het Thuriaans continent, Howards (fictieve) versie van het Europees, Aziatisch en Afrikaans continent tijdens de laatste ijstijd.

## Avonturen
Conan is een Cimmeriaan, een barbaar uit het land Cimmerië in het hoge noorden. Zijn vader was smid en Conan was op zijn vijftiende al een gevreesde krijger. Nadat hij meevocht in de slag om Venarium, een buitenpost van Aquilonië, besloot hij te gaan zwerven op zoek naar roem en avontuur. Hij bevocht talloze monsters, vocht mee in legers, redde dames in nood, vergaarde schatten die hij ook weer makkelijk verbraste, weerstond duivelse tovenaars en leefde een avontuurlijk leven. Later in zijn leven commandeerde hij zijn eigen legers en veroverde uiteindelijk de troon van het machtige Aquilonië.

## Boeken
De in het Nederlands vertaalde Lancer-reeks bestaat eigenlijk uit 12 boeken, maar alleen de eerste negen zijn vertaald. De eerste acht werden uitgegeven door Bruna en het negende deel door Gradivus.
1. Conan
2. Conan van Cimmerië
3. Conan de vrijbuiter
4. Conan de zwerver
5. Conan de avonturier
6. Conan de boekanier
7. Conan de krijger
8. Conan de overweldiger
9. Conan de Barbaar: Het uur van de draak, in de Lancer-reeks uitgegeven als Conan the Conqueror

De andere drie boeken zijn:
1. Conan the Avenger, door Björn Nyberg en L. Sprague de Camp (1968)
2. Conan of Aquilonia, door L. Sprague de Camp en Lin Carter (1977)
3. Conan of the Isles, door L. Sprague de Camp en Lin Carter (1968)

Deze reeks werd vervolgd door nog twee series; tussen 1978 en 1980 de Bantam-serie:
- Conan the Swordsman (1978)

1. Legions of the Dead, door L. Sprague de Camp en Lin Carter
2. The People of the Summit, door Björn Nyberg en L. Sprague de Camp
3. Shadows in the Dark, door L. Sprague de Camp en Lin Carter
4. The Star of Khorala, door Björn Nyberg en L. Sprague de Camp
5. The Gem in the Tower, door L. Sprague de Camp en Lin Carter
6. The Ivory Goddess, door L. Sprague de Camp en Lin Carter
7. Moon of Blood, door L. Sprague de Camp en Lin Carter

- Conan the Liberator, door L. Sprague de Camp en Lin Carter (1979)
- Conan: The Sword of Skelos, door Andrew J. Offutt (1979)
- Conan: The Road of Kings, door Karl Edward Wagner (1979)
- Conan the Rebel, door Poul Anderson (1980)
- Conan and the Spider God, door L. Sprague de Camp (1980)

Tussen 1982 en 2004 de Tor-serie:
- Conan the Invincible, door Robert Jordan (1982)
- Conan the Defender, door Robert Jordan (1982)
- Conan the Unconquered, door Robert Jordan (1983)
- Conan the Triumphant, door Robert Jordan (1983)
- Conan the Magnificent, door Robert Jordan (1984)
- Conan the Destroyer, door Robert Jordan (1984)
- Conan the Victorious, door Robert Jordan (1984)
- Conan the Valorous, door John Maddox Roberts (1985)
- Conan the Fearless, door Steve Perry (1986)
- Conan the Renegade, door Leonard Carpenter (1986)
- Conan the Raider, door Leonard Carpenter (1986)
- Conan the Champion, door John M. Roberts (1987)
- Conan the Defiant, door Steve Perry (1987)
- Conan the Marauder, door John M. Roberts (1988)
- Conan the Warlord, door Leonard Carpenter (1988)
- Conan the Valiant, door Roland J. Green (1988)
- Conan the Hero, door Leonard Carpenter (1989)
- Conan the Bold, door John M. Roberts (1989)
- Conan the Great, door Leonard Carpenter (1989)
- Conan the Indomitable, door Steve Perry (1989)
- Conan the Free Lance, door Steve Perry (1990)
- Conan the Formidable, door Steve Perry (1990)
- Conan the Guardian, door Roland Green (1991)
- Conan the Outcast, door Leonard Carpenter (1991)
- Conan the Rogue, door John M. Roberts (1991)
- Conan the Relentless, door Roland Green (1992)
- Conan the Savage, door Leonard Carpenter (1992)
- Conan of the Red Brotherhood, door Leonard Carpenter (1993)
- Conan and the Gods of the Mountain, door Roland Green (1993)
- Conan and the Treasure of Python, door John M. Roberts (1993)
- Conan the Hunter, door Sean A. Moore (1994)
- Conan, Scourge of the Bloody Coast, door Leonard Carpenter (1994)
- Conan and the Manhunters, door John M. Roberts (1994)
- Conan at the Demon's Gate, door Roland Green (1994)
- Conan the Gladiator, door Leonard Carpenter (1995)
- Conan and the Amazon, door John M. Roberts (1995)
- Conan and the Mists of Doom, door Roland Green (1995)
- Conan and the Emerald Lotus, door John C. Hocking (1995)
- Conan and the Shaman's Curse, door Sean A. Moore (1996)
- Conan, Lord of the Black River, door Leonard Carpenter (1996)
- Conan and The Grim Grey God, door Sean A. Moore (1996)
- Conan and the Death Lord of Thanza, door Roland Green (1997)
- Conan of Venarium, door Harry Turtledove (2004)

Tevens is 'Conan de Barbaar' in stripalbumvorm verschenen, op dit moment zijn er meer dan 20 delen uitgebracht bij Uitgeverij Oberon.

## Films en televisieseries

### Films
Conan is in Europa vooral bekend geworden door de twee speelfilms, waarin Arnold Schwarzenegger de rol van Conan vertolkt.
- 1982 - Conan the Barbarian
- 1984 - Conan the Destroyer

In 2011 kwam een nieuwe film uit, met Jason Momoa als Conan.
- 2011 - Conan the Barbarian

### Televisieseries
- 1992-1994 - Conan The Adventurer (tekenfilmserie, 64 afleveringen)
- 1994 - Conan and the Young Warriors (tekenfilmserie, 13 afleveringen)
- 1997 - Conan: The Adventurer (22 afleveringen met Ralf Moeller als Conan)

## Spellen
Er zijn verschillende op het Conan karakter gebaseerde spellen gemaakt, waaronder computerspellen, rollenspellen (RPG's) en een verzamelkaartspel (CCG).

### Computerspellen
- 1984 - Conan: Hall of Volta (Apple II en Commodore 64)
- 1990 - Conan (Nintendo NES)
- 1991 - Conan: The Cimmerian (Amiga en PC)
- 2004 - Conan: The Dark Axe (PC, Xbox, PlayStation 2 en GameCube)
- 2007 - Conan (Xbox 360, PlayStation 3)
- 2008 - Age of Conan: Hyborian Adventures (MMORPG, voor PC en Xbox 360)

GameCube)
- 2018 - Conan Exiles (Survival, voor PC, Xbox One, PlayStation 4)

### Rollenspellen
- 1984 - Conan Unchained! (Advanced Dungeons & Dragons)
- 1984 - Conan Against Darkness! (Advanced Dungeons & Dragons)
- 1985 - Conan Role-Playing Game
- 2004 - Conan The Roleplaying Game

### Kaartspel
- 2006 - Conan Collectible Card Game

## Persiflages
Het personage van Conan wordt ook in diverse media gepersifleerd, waarvan hieronder enkele voorbeelden:
- Cohen de Barbaar uit de Schijfwereld-boeken van Terry Pratchett.
- Conan the Librarian uit de film UHF (ook bekend als The Vidiot from UHF) van Weird Al Yankovic.